# Conseil privé du Roi pour le Canada
Conseil privé de la Reine pour le Canada
Pour les articles homonymes, voir Conseil privé.
Le Conseil privé du Roi pour le Canada (anglais : King's Privy Council for Canada) est l'organe chargé par la Constitution du Canada de conseiller le monarque et son représentant dans l'exercice de leurs fonctions.
Dans les faits, les rôles du Conseil privé sont avant tout symboliques : le principe du gouvernement responsable conduit le gouverneur général à toujours suivre les conseils du cabinet qui jouit de la confiance de la Chambre des communes. Légalement, le cabinet est un comité du Conseil privé composé des ministres en exercice, tous députés ou sénateurs.
Comme ses membres sont nommés à vie par le gouverneur général sur le conseil du Premier ministre, le Conseil privé est composé majoritairement de ministres anciens ou en exercice. Certains membres y sont également nommés soit à titre honorifique, soit pour leur permettre d'accéder à certains documents confidentiels du gouvernement. Les membres du Conseil privé portent le titre d'honorable et peuvent faire suivre leur nom des lettres « C.P. » (pour « conseiller privé »).
Le Bureau du Conseil privé est le secrétariat du Conseil privé, et donc de fait, du cabinet du Canada.

## Histoire
Le Conseil privé du Roi pour la Canada est basé en partie sur le principe du Conseil privé du Royaume-Uni. Le Conseil privé du Royaume-Uni tire ses origines de la curia regis (Cours du roi) en place au Moyen Âge en Angleterre. Ce conseil, formé de nobles et d’ecclésiastiques, avait pour but de conseiller le roi sur des sujets touchant la justice, l’administration et la législation, afin que celui-ci prenne des décisions éclairées. Éventuellement, avec la création de la Chambre des Lords, de la Chambre des Communes et du système de tribunaux nationaux, ce conseil a changé de rôle pour devenir une cour d’appel où pouvaient être remis en question les décisions d’autres tribunaux.
Le Canada met sur pied son propre Conseil privé en 1867 avec l'adoption de l’Acte de l’Amérique du Nord britannique,. Le Conseil privé canadien n'a cependant jamais eu de fonction judiciaire comme son homologue du Royaume-Uni.

## Rôle et membres
Le rôle principal du Conseil privé est, selon l'article 11 de la Loi constitutionnelle de 1867, de conseiller le gouverneur général dans sa prise de décisions concernant l'administration du Canada. Autrement dit, le Conseil privé est une institution possédant le pouvoir exécutif au Canada. Le gouvernement, proprement dit, est quant à lui la branche politique active du Conseil. Les membres de ce conseil sont nommés et révoqués, de temps à autre, par le gouverneur général en conseil.
Il est courant de retrouver, sur les documents officiels du gouvernement du Canada, la mention « gouverneur général en conseil ». Cette forme juridique évoque en réalité le Cabinet.
Ainsi, les membres du gouvernement deviennent, en premier lieu, conseillers privés pour le Roi, ce qui donne droit de regard sur tous les documents du gouvernement du Canada, et sont nommés ensuite par le gouverneur général en conseil en tant que membre du gouvernement. Les membres du Conseil privé le demeurent généralement pour la vie. Ainsi, le Conseil privé du Roi pour le Canada inclut non seulement les membres du gouvernement en poste, mais aussi d’anciens ministres et d’autres personnalités de marque. En pratique cependant, seuls les ministres ont un réel pouvoir.
Il existe plusieurs rangs et rôles différents au sein du Conseil privé. Les individus faisant partie du conseil sont : les ministres en postes, les anciens ministres, le juge en chef du Canada, les anciens juges en chef, les anciens présidents de la Chambre des communes, les anciens présidents du Sénat du Canada, les anciens gouverneurs généraux et finalement des personnes éminentes (à titre honorifique). Dans la pratique, ce ne sont pas tous les membres qui se réunissent lorsque le conseil se réunit. Le conseil possède cependant un président, fonction qui est cependant honorifique. Le président actuel du Conseil privé du Roi au Canada est l'honorable Dominic LeBlanc.
Lors de la formation du Cabinet, le gouverneur général en conseil nomme parmi les membres du gouvernement un Président du Conseil privé du Roi pour le Canada. Ce poste est en réalité symbolique, et le détenteur de ce titre possède habituellement un autre portefeuille ministériel, notamment celui des Affaires intergouvernementales.
Les membres du Conseil privé portent le titre d'honorable à vie et utilisent les initiales « C.P. », peuvent avoir une place réservée lors de cérémonies telles que des funérailles nationales et prendre part aux rares réunions officielles de l'ensemble du Conseil privé. À leur mort, le drapeau de la Tour de la Paix est mis en berne.
La majorité des membres du Conseil privé du Roi au Canada n'ont que très peu de responsabilités puisqu'ils occupent des rôles honorifiques. Dans les faits, seuls les ministres et quelques anciens ministres participent aux événements liés au conseil. Il n'existe pas de hiérarchie dans le conseil à l'exception du rôle de président qui est nommé pour une durée déterminée par Sa Majesté.